# Juan Carlos Fresnadillo
Juan Carlos Fresnadillo (Santa Cruz de Tenerife, 5 dicembre 1967) è un regista, sceneggiatore e produttore cinematografico spagnolo.

## Biografia
Nel 1985 si trasferisce a Madrid, studia Sociologia all'Università Complutense e comincia gli studi di fotografia e cinema iniziando la sua carriera girando cortometraggi e spot pubblicitari. Nel 1987 fonda una propria compagnia di produzione con la quale produrrà diversi corti e spot pubblicitari. Nel 1990 collabora come assistente di produzione al corto di Gustavo Fuertes, "El juicio final" e sei anni più tardi debutta con il cortometraggio in bianco e nero "Esposados" di cui è anche il produttore esecutivo, aggiudicandosi 40 premi nazionali ed internazionali. Il corto fu anche nominato ad un Oscar per "Miglior Cortometraggio" nello stesso anno.
Debutta nel 2002 con il suo primo film, il thriller Intacto, vincendo il Goya Award come Miglior Regista Esordiente; nello stesso anno completa insieme ad Alejandro Jodorowsky il corto in bianco e nero della durata di 3 minuti Psicotaxi. Nel 2006 dirige 28 settimane dopo, sequel del film 28 giorni dopo diretto da Danny Boyle. Il 7 aprile 2011 fu annunciato che sarebbe stato il regista e co-sceneggiatore per il remake del film Il corvo, ma a causa di problemi relativi ai diritti di distribuzione le riprese del film sono slittate a data da destinarsi, costringendo il regista ad abbandonare il progetto..

## Filmografia

### Cortometraggi
- Esposados (1996)
- Psicotaxi (2002)

### Lungometraggi
- Intacto (2001)
- 28 settimane dopo (28 Weeks Later) (2007)
- Intruders (2011)
- Damsel (2024)

### Televisione
- Falling Water - serie TV, episodio 1x01 (2016)
- Salvation - serie TV, episodio 1x01 (2017)